# Brian O'Nolan
Brian O'Nolan (gaèlic irlandès: Brian Ó Nualláin; 5 d'octubre de 1911 – 1 d'abril de 1966) fou un escriptor irlandès. Escriví novel·les, articles, contes i obres de teatre. És considerat una de les figures més importants de la literatura irlandesa del segle xx, tant pel que fa a la d'expressió anglesa com gaèlica. Pel fet d'esser funcionari es veié obligat a adoptar pseudònims o noms de plume. Utilitzà correntment el de Flann O'Brien per a les seves novel·les en anglès i, generalment, el de Myles na Gopaleen per a la seva obra en gaèlic irlandès, obra dramàtica i articles de premsa (ja en gaèlic, ja en anglès), entre d'altres pseudònims més ocasionals com Brother Barnabas o Lir O'Connor. La multiplicitat de pseudònims que utilitzà al llarg de la seva carrera dificulten l'atribució d'alguns textos. L'obra d'O'Nolan es caracteritza per un peculiar sentit de l'humor, una concepció essencialment paròdica i per la utilització de recursos metalingüístics i metaficcionals que prefiguren característiques pròpies de la literatura postmoderna.
L'autor encetà la seva carrera literària com a Brian Ó Nualláin el 1932 publicant narracions curtes en Gaèlic a Irish Press i, més endavant, també a Insifail. A partir de 1934 les començà a publicar en anglès i amb pseudònim a Comhthtom Féinne i continuà publicant-ne en questa llengua en diferents periòdics al llarg de la seva carrera literària. Malgrat l'èxit que la seva primera novel·la, At Swim-Two-Birds (1939), li reportà entre alguns cenacles literaris, no fou pas un èxit comercial. L'autor no trobà editor per a la seva segona novel·la The Third Policeman, redactada pels volts del 1940, que restà inèdita durant la vida de l'autor i no fou publicada fins 1967. Després de tal contrareitat i de publicar la seva única novel·la en irlandès, An Béal Bocht, el 1941, estrenà una obra teatral curta, Thirst, i, el 1943, dues obres teatrals més considerables: Faustus Kelly (Abbey Theater, Dublin, 25 de gener de 1943) i l'encàrrec per al Gate Theater de Dublín Rhapsody in Stephen's Green, una versió de l'obra de Josef i Karel Čapek Ze života hmyzu (de la vida dels insectes). A partir d'aquest any ja no publicarà cap obra literària llarga fins als anys 60, en què, esperonat per la reedició de At Swim-two-Birds el 1960, publicà les novel·les The Hard Life (1962) i The Dalkey Archive (1964). En aquesta última novel·la adaptà, reutilitzà i reescriví material de la seva novel·la inèdita The Third Policeman. Després de la publicació de la seva darrera novel·la començà la redacció de Slattery's Sago Saga, que restà inacabada. A banda de la seva obra com a novel·lista i dramaturg, obtingué una certa notorietat pública com a escriptor sota el nom de Myles na Gopaleen gràcies a la seva columna periòdica Cruskeen Lawn a l'Irish Times que, quan la començà el 1940, escrivia ara en anglès adés en gaèlic, però que acabà escrivint essencialment en anglès. La columna es mantingué ininterrompudament fins a l'any de la mort de l'autor, el 1966.